# 马尔尼 (马恩省)
马尔尼（法語：Margny，法語發音：[maʁɲi]）是法国马恩省的一个市镇，属于埃佩尔奈区。

## 地理
马尔尼（48°55'50"N, 3°38'39"E）面积10.53 平方千米，位于法国大東部大區马恩省，该省份为法国东北部内陆省份，北起阿登省，西北接埃纳省，西南接塞纳-马恩省，南至奥布省，东南接上马恩省，东临默兹省。
与马尔尼接壤的市镇（或旧市镇、城区）包括：拉维尔苏索尔拜、拉沙佩勒苏索尔拜、科罗贝尔、让维利耶、奥尔拜拉拜、韦尔东。

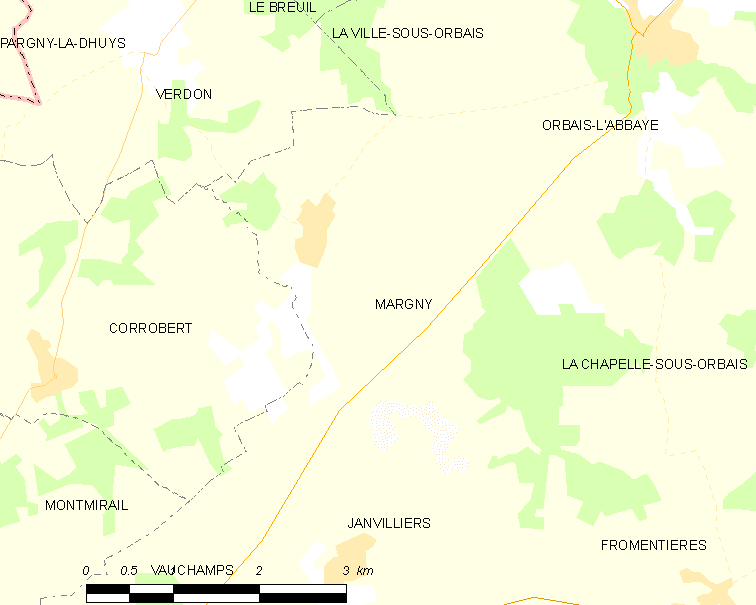
的OSM定位图

马尔尼的时区为UTC+01:00、UTC+02:00（夏令时）。

## 行政
马尔尼的邮政编码为51210，INSEE市镇编码为51350。

## 政治
马尔尼所属的省级选区为多尔芒-香槟景县。

## 人口

1962-2008年间人口变化图示

马尔尼于2022年1月1日时的人口数量为123人。